# Natação no Campeonato Mundial de Esportes Aquáticos de 2015 - 4x100 m medley feminino
A prova do revezamento 4x100 metros medley feminino da natação no Campeonato Mundial de Esportes Aquáticos de 2015 ocorreu no dia 9 de agosto em Cazã na Rússia. 

## Recordes
Antes desta competição, os recordes mundiais e do campeonato nesta prova eram os seguintes:
| Tipo                  | Atleta         | Tempo   | Local   | Data                |
| --------------------- | -------------- | ------- | ------- | ------------------- |
|                       | Estados Unidos | 3:52.05 | Londres | 4 de agosto de 2012 |
| Recorde do campeonato | China          | 3:52.19 | Roma    | 1 de agosto de 2009 |

## Medalhistas
| Ouro                                                                           | Prata                                                                          | Bronze |
| China · Fu Yuanhui · Shi Jinglin · Lu Ying · Shen Duo · Chen Xinyi · Qiu Yuhan | Suécia · Michelle Coleman · Jennie Johansson · Sarah Sjöström · Louise Hansson | Austrália · Emily Seebohm · Taylor McKeown · Emma McKeon · Bronte Campbell · Madison Wilson · Lorna Tonks · Madeline Groves · Melanie Wright |

## Resultados

### Eliminatórias
Esses foram os resultados das eliminatórias.
| Pos. | Bateria | Raia | Nacionalidade  | Nadadoras | Tempo     | Notas            |
| ---- | ------- | ---- | -------------- | --- | --------- | ---------------- |
| 1    | 1       | 7    | China          | Fu Yuanhui (59.24) Shi Jinglin (1:06.35) Chen Xinyi (57.42) Qiu Yuhan (54.03)                                                | 3:57.04   | Q                |
| 2    | 2       | 4    | Estados Unidos | Kathleen Baker (59.98) Micah Lawrence (1:07.10) Kendyl Stewart (56.86) Margo Geer (53.18)                                    | 3:57.12   | Q                |
| 3    | 1       | 6    | Suécia         | Michelle Coleman (1:00.55) Jennie Johansson (1:06.20) Sarah Sjöström (56.10) Louise Hansson (54.44)                          | 3:57.29   | Q                |
| 4    | 3       | 6    | Austrália      | Madison Wilson (59.56) Lorna Tonks (1:07.34) Madeline Groves (58.18) Melanie Wright (52.87)                                  | 3:57.95   | Q                |
| 5    | 3       | 5    | Dinamarca      | Mie Ø. Nielsen (59.67) Rikke Møller Pedersen (1:07.19) Jeanette Ottesen (57.37) Pernille Blume (54.15)                       | 3:58.38   | Q                |
| 6    | 2       | 1    | Canadá         | Dominique Bouchard (1:00.39) Rachel Nicol (1:07.01) Noemie Thomas (57.55) Sandrine Mainville (54.07)                         | 3:59.02   | Q                |
| 7    | 1       | 2    | Reino Unido    | Lauren Quigley (1:00.38) Siobhan-Marie O'Connor (1:06.75) Rachael Kelly (57.89) Rebecca Turner (55.00)                       | 4:00.02   | Q                |
| 8    | 3       | 3    | Japão          | Sayaka Akase (1:01.55) Kanako Watanabe (1:07.07) Natsumi Hoshi (57.93) Miki Uchida (53.88)                                   | 4:00.43   | Q                |
| 9    | 3       | 1    | Itália         | Elena Gemo (1:01.21) Arianna Castiglioni (1:06.93) Ilaria Bianchi (58.25) Erika Ferraioli (54.53)                            | 4:00.92   |                  |
| 10   | 2       | 7    | Rússia         | Daria Ustinova (1:00.13) Vitalina Simonova (1:07.14) Nataliya Lovtsova (59.39) Veronika Popova (54.46)                       | 4:01.12   |                  |
| 11   | 3       | 0    | Alemanha       | Lisa Graf (1:01.19) Vanessa Grimberg (1:07.71) Alexandra Wenk (57.87) Annika Bruhn (54.63)                                   | 4:01.40   |                  |
| 12   | 2       | 3    | França         | Béryl Gastaldello (1:00.60) Charlotte Bonnet (1:09.08) Marie Wattel (57.77) Anna Santamans (54.68)                           | 4:02.13   |                  |
| 13   | 2       | 0    | Finlândia      | Mimosa Jallow (1:00.64) Jenna Laukkanen (1:07.10) Emilia Pikkarainen (59.47) Hanna-Maria Seppälä (55.09)                     | 4:02.30   | Recorde nacional |
| 14   | 2       | 2    | Brasil         | Etiene Medeiros (1:01.25) Jhennifer Conceição (1:09.28) Daynara de Paula (58.54) Larissa Oliveira (54.17)                    | 4:03.24   |                  |
| 15   | 1       | 5    | Chéquia        | Simona Baumrtová (1:00.88) Petra Chocová (1:07.80) Lucie Svěcená (59.96) Anna Kolářová (54.80)                               | 4:03.44   | Recorde nacional |
| 16   | 3       | 9    | Espanha        | Duane Da Rocha (1:01.63) Jessica Vall (1:07.30) Judit Ignacio Sorribes (59.15) Melani Costa (55.83)                          | 4:03.91   |                  |
| 17   | 1       | 4    | Grécia         | Theodora Drakou (1:01.35) Aikaterini Sarakatsani (1:08.80) Anna Ntountounaki (58.49) Theodora Giareni (55.65)                | 4:04.29   | Recorde nacional |
| 18   | 1       | 3    | Polónia        | Alicja Tchórz (1:00.88) Dominika Sztandera (1:09.26) Anna Dowgiert (59.91) Katarzyna Wilk (54.38)                            | 4:04.43   | Recorde nacional |
| 18   | 2       | 5    | Islândia       | Eygló Ósk Gústafsdóttir (1:00.42) Hrafnhildur Lúthersdóttir (1:06.99) Jóhanna Gústafsdóttir (1:01.88) Bryndis Hansen (55.14) | 4:04.43   | Recorde nacional |
| 20   | 3       | 7    | Hong Kong      | Stephanie Au (1:00.95) Siobhan Haughey (1:08.70) Sze Hang Yu (59.60) Camille Cheng (55.29)                                   | 4:04.54   |                  |
| 21   | 3       | 8    | Turquia        | Halime Zülal Zeren (1:03.21) Viktoriya Zeynep Gunes (1:06.99) Gizem Bozkurt (1:00.94) Ekaterina Avramova (55.20)             | 4:06.34   | Recorde nacional |
| 22   | 3       | 2    | Venezuela      | Jeserik Pinto (1:04.66) Mercedes Toledo (1:10.06) Isabella Páez (1:00.57) Arlene Semeco (56.45)                              | 4:11.74   | Recorde nacional |
| 23   | 2       | 6    | Singapura      | Quah Ting Wen (1:05.26) Samantha Yeo (1:11.24) Marina Chan (1:02.36) Amanda Lim (58.40)                                      | 4:17.26   |                  |
| 24   | 2       | 8    | México         | Lourdes Villaseñor (1:05.34) Daniela Carrillo (1:10.55) Sharo Rodríguez (1:03.41) Montserrat Ortuño (59.85)                  | 4:19.15   |                  |
| 25   | 2       | 9    | Moldávia       | Tatiana Perstniova (1:04.57) Tatiana Chișca (1:12.61) Alexandra Vinicenco (1:08.45) Mihaela Bat (1:00.92)                    | 4:26.55   |                  |
| 26   | 3       | 4    | Países Baixos  | Sharon van Rouwendaal Moniek Nijhuis Inge Dekker Femke Heemskerk                                                             | 9:99.99 ! | DNS              |

### Final
Esse foi o resultado da final. 
| Pos.              | Raia | Nacionalidade  | Nadadoras                                                                                              | Tempo     | Notas           |
| ----------------- | ---- | -------------- | --- | --------- | --------------- |
| Medalha de ouro   | 4    | China          | Fu Yuanhui (59.29) Shi Jinglin (1:05.56) Lu Ying (56.56) Shen Duo (53.00)                              | 3:54.41   |                 |
| Medalha de prata  | 3    | Suécia         | Michelle Coleman (1:00.74) Jennie Johansson (1:05.63) Sarah Sjöström (55.28) Louise Hansson (53.59)    | 3:55.24   | Recorde europeu |
| Medalha de bronze | 6    | Austrália      | Emily Seebohm (58.81) Taylor McKeown (1:07.38) Emma McKeon (57.59) Bronte Campbell (51.78)             | 3:55.56   |                 |
| 4                 | 5    | Estados Unidos | Missy Franklin (59.81) Jessica Hardy (1:06.32) Kendyl Stewart (57.24) Simone Manuel (53.39)            | 3:56.76   |                 |
| 5                 | 2    | Dinamarca      | Mie Ø. Nielsen (59.47) Rikke Møller Pedersen (1:07.17) Jeanette Ottesen (56.50) Pernille Blume (54.47) | 3:57.61   |                 |
| 6                 | 7    | Canadá         | Dominique Bouchard (59.80) Rachel Nicol (1:07.00) Katerine Savard (57.28) Sandrine Mainville (53.88)   | 3:57.96   |                 |
| 7                 | 1    | Reino Unido    | Lauren Quigley (59.84) Siobhan-Marie O'Connor Rachael Kelly Francesca Halsall                          | 9:99.99 ! | DSQ             |
| 7                 | 8    | Japão          | Sayaka Akase (1:00.88) Kanako Watanabe Natsumi Hoshi Miki Uchida                                       | 9:99.99 ! | DSQ             |

Legenda
| Recorde mundial       | Recorde mundial (World record)               |                       | Recorde africano                      | Recorde africano (African) |                                           | Q | Classificado por posição (Qualified) |
| Recorde do campeonato | Recorde do campeonato (Championship record)  | Recorde da América    | Recorde da América (Americas)         | q                          | Classificado por melhor tempo (Qualified) |   |                                      |
| Melhor marca do ano   | Melhor marca do ano (World leading)          | Recorde asiático      | Recorde asiático (Asian)              | DNS                        | Não largou (Did not start)                |   |                                      |
| Recorde nacional      | Recorde nacional (National record)           | Recorde europeu       | Recorde europeu (European)            | DNF                        | Não terminou (Did not finish)             |   |                                      |
| Recorde pessoal       | Recorde pessoal do atleta (Personal best)    | Recorde da Oceania    | Recorde da Oceania (Oceania)          | DSQ / DQ                   | Desclassificado (Disqualified)            |   |                                      |
| Recorde da temporada  | Recorde da temporada do atleta (Season best) | Recorde sul-americano | Recorde sul-americano (South America) | NM                         | Sem marca (No mark)                       |   |                                      |